# 星之聲的聖殿
《星之聲的聖殿》是MARMALADE在2013年8月30日發售的戀愛冒險類型成人遊戲。

## 故事簡介
葛城真人的志向是想要成為特殊警察，因此到銀星學園就讀，但沒想到卻面臨了不及格的危機。為了讓真人能作補救，學校特別給真人以組隊為主的特別考驗，但真人所面對的是性格特質極為鮮明的同伴們。

## 登場角色
葛城真人
作品男主角。銀星學園二年級生，夢想是成為特殊警察「斯雷普尼爾」的一員。成績優秀，常常是年級的第一名。擅於頭腦戰，在班上是如司令塔的存在，但本身無法使用特殊能力。
神領寺姬翠（聲：波奈束風景）
學園長的孫女，和真人同年級。個性冷淡，會刻意和人保持距離。
瀨里奈·瑪格麗特·奧克塔維斯（聲：御苑生芽衣）
真人的同班同學，大企業的社長千金。視真人為勁敵。個性雖然強硬，但常被真人捉弄。
小松原夜美（聲：上原葵）
真人的學妹。雖然想交朋友，但因刻薄的言詞而讓多數人避之唯恐不及。在說出刻薄的話常感到沮喪。
葛城璃杏（聲：江留賀未央）
真人的親妹妹。經常找機會親近哥哥，和真人的感情很好。

## 主題曲
片頭曲「brand new day」
作詞：天咲麗，作曲、編曲：橋咲透，主唱：solfa feat.Ceui
神領寺姬翠片尾曲「I'm here」
作詞：天咲麗，作曲、編曲：iyuna，主唱：solfa feat.茶太
瀨里奈·瑪格麗特·奧克塔維斯片尾曲
作詞：天咲麗，作曲、編曲：iyuna，主唱：solfa feat.Duca
小松原夜美片尾曲「Labyrinth」
作詞：天咲麗，作曲、編曲：，主唱：solfa feat.iyuna
葛城璃杏片尾曲
作詞、作曲、編曲：，主唱：solfa feat.

## 評價
《星之聲的聖殿》在Getchu.com的2013年8月銷量榜上排名第3名、全年排名第39名。

## 外部連結
- 星之聲的聖殿官方網站 （页面存档备份，存于）（日語）